# Kap Wiman
Kap Wiman (in Argentinien Cabo Gorrochategui) ist ein niedriges und felsiges Kap im Norden der Seymour-Insel vor der nördlichen Ostküste der Antarktischen Halbinsel.
Entdeckt hat es vermutlich der britische Polarforscher James Clark Ross bei dessen Antarktisexpedition (1839–1843). Erstmals vermessen wurde es allerdings erst bei der Schwedischen Antarktisexpedition (1901–1903) unter Otto Nordenskjöld. Das UK Antarctic Place-Names Committee benannte es 1958 nach dem schwedischen Paläontologen Carl Wiman (1867–1944), der die bei der schwedischen Forschungsreise auf der Seymour-Insel gefundenen Fossilien untersucht hatte. Namensgeber der argentinischen Benennung ist José Gorrochátegui, Schiffsarzt der Korvette Uruguay bei der Rettung der Teilnehmer der Schwedischen Antarktisexpedition (1901–1903).